# Pedro Ramos
Pedro Miguel Câmara Ramos, geralmente conhecido como Pedro Ramos, (São Martinho, Funchal, 1960) é um médico e político madeirense. Atualmente exerce as funções de Secretário Regional de Saúde e Proteção Civil, no XIV Governo Regional da Madeira.
Pedro Ramos nasceu em 1960 no Funchal, na freguesia de São Martinho.
É formado em medicina, exercendo como médico-cirurgião no Hospital Dr. Nélio Mendonça.
Entre 2009 e junho de 2016 foi diretor do serviço de urgência do mesmo hospital.
De junho de 2016 a 28 de dezembro do mesmo ano foi Diretor Clínico do Serviço de Saúde da Região Autónoma da Madeira, deixando as funções para assumir o cargo de Secretário Regional de Saúde, no XII Governo da Região Autónoma da Madeira. Foi substituído naquelas funções pela anestesiologista Maria Regina Rodrigues Jardim Rodrigues.
De 2012 a 2016 foi diretor do Centro de Simulação Clínica da Madeira.
Entre 2004 e 2016 foi Assistente convidado da Universidade da Madeira.
Foi coordenador do capítulo de trauma da Sociedade Portuguesa de Cirurgia, e vice-chair da secção Military and Disaster da Sociedade Europeia de Trauma e Emergência Cirúrgica. 

## Atividade política
A 29 de dezembro de 2016 iniciou funções como Secretário Regional de Saúde, no XII Governo Regional da Madeira, substituindo no cargo João Faria Nunes.
A 15 de outubro de 2019 foi nomeado Secretário Regional de Saúde e Proteção Civil do XIII Governo Regional da Madeira.
Em janeiro de 2021, foi questionado pelo Partido Comunista Português sobre os novos condicionamentos no acesso aos cuidados de saúde na Região como parte da resposta ao surto epidemiológico de COVID-19. 
Em fevereiro de 2023, foi elogiado pelo Sindicato Nacional dos Enfermeiros pela capacidade demonstrada em resolver os problemas dos cerca de 2.000 profissionais ao serviço do SESARAM.
Foi escolhido para exercer o mesmo cargo a 17 de outubro de 2023, como parte do XIV Governo da Região Autónoma da Madeira.
No decurso da crise política madeirense de janeiro de 2024, o seu nome foi dado como sendo da preferência de Miguel Albuquerque para o substituir na presidência do Governo Regional da Madeira.